# Canadian Forces Base Comox

i7
i11
i13
Die Canadian Forces Base Comox, kurz CFB Comox (französisch: Base des Forces canadiennes Comox; BFC Comox), ist ein Luftwaffenstützpunkt der Royal Canadian Air Force (RCAF) und befindet sich in der Nähe der Kleinstadt Comox auf Vancouver Island in British Columbia. Der Stützpunkt ist die Haupteinsatzbasis der Airbus-CC-295-SAR-Flugzeuge, die hier seit 2020 stationiert sind. Die den Stützpunkt unterhaltende Einheit ist das 19th Wing (19. Geschwader).
Die Bahnen werden zivil mitgenutzt, der zivile Bereich wird als Comox Valley Airport betrieben.

## Geschichte
Der Bau der Basis begann im Frühjahr 1942 nach Beginn des Pazifikkriegs auf Veranlassung der britischen Royal Air Force und im folgenden Jahr wurde Royal Canadian Air Force Station Comox eröffnet. Bis Kriegsende lag hier eine mit Dakota ausgerüstete Schulstaffel.
Nach Kriegsende wurde die Station eingemottet und während des Koreakriegs 1952 und im Hinblick auf den Kalten Krieg wieder aktiviert. Seit Juli 1952 ist Comox Stützpunkt der  407. Maritime Reconnaissance Squadron, heute 407. Long Range Patrol Squadron. Die Staffel flog in diesen Jahrzehnten die Lancaster, P2V-7, CP-107 und seit 1980 die CP-140.
Hinzu kam von Ende 1954 bis 1984 die 409. All Weather Fighter Interceptor Squadron, die die CT-33, die CF-100 und zuletzt ab 1963 die CF-101 flog.
Die heutige Bezeichnung wurde im Rahmen einer Umorganisation 1968 eingeführt. Im gleichen Jahr wurde die 442. Communications and Rescue Squadron in Comox reaktiviert, die seit der anschließenden Umbenennung in 442. Transport and Rescue Squadron ihre heutige Rolle übernahm. Sie flog zunächst HU-16-Flugboote und H-21-Helikopter. Diese Typen wurden später durch CC-115 (1970) bzw. CH-113 ersetzt. Die CH-113 wurden ab 2001 von der CH-149 abgelöst. Die letzten CC-115, das Modell wurde 55 Jahre von der RCAF geflogen, wurden Anfang 2022 außer Dienst gestellt, das Nachfolgemuster, die CC-295 übernahm jedoch erst drei Jahre später im Mai 2025 offiziell den SAR-Dienst.
Die zivile Mitnutzung des Flugplatzes begann Ende der 1950er Jahre. Pacific Western Airlines bot bis Mitte der 1980er Jahre Linienflüge von Comox an, zuletzt mit Boeing 737. In Folge stand Comox seinerzeit nur noch im Flugplan von Air BC und Time Air of Canada, die Comox mit Turboprop-Flugzeugen bedienten.

## Militärische Nutzung
Der Betreiber der Basis ist das 19. Geschwader mit zwei fliegenden Staffeln.
- 407. Maritime Patrol Squadron, seit 1980 ausgerüstet mit der der CP-140
- 442. Transport and Rescue Squadron, ausgerüstet seit 2020 mit CC-295 und 2001 mit CH-149

## Zivile Nutzung

### Fluggesellschaften und Ziele
Der Comox Valley Airport wird von Jazz Aviation, Pacific Coastal Airlines und Westjet Airlines genutzt. Es werden Linienflüge nach Calgary, Edmonton und Vancouver angeboten.